# 1922 (nouvelle)
1922 (titre original : 1922) est un roman court de Stephen King paru en 2010 dans le recueil Nuit noire, étoiles mortes.

## Résumé
En 1930, Wilfred James écrit sa confession du meurtre de sa femme, Arlette, qu'il a commis en 1922 dans sa ferme d'Hemingford Home, au Nebraska.
Arlette et Wilfred possèdent alors une vaste exploitation agricole mais Arlette veut vendre les terres qui lui appartiennent pour s'installer à Omaha. Wilfred s'oppose fermement à cette idée et, quand il voit qu'il n'arrivera pas à faire changer d'avis sa femme, décide de la tuer. Il manipule Henry, son fils adolescent, pour qu'il l'assiste dans cette entreprise, étant aidé en cela par le peu d'affection qu'Arlette témoigne à Henry. Un soir, Wilfred enivre Arlette et lui tranche la gorge. Wilfred et Henry jettent ensuite son corps au fond d'un puits à sec avant de le combler. Wilfred remarque néanmoins à sa grande horreur que des rats ont commencé à dévorer le corps de sa femme. Arlette est portée disparue et le shérif local conclut qu'elle a abandonné le domicile conjugal.
Les incidents avec des rats se multiplient et Wilfred en vient à croire qu'ils obéissent au fantôme d'Arlette qui cherche à le punir. Henry, de son côté, est accablé par le remords. Il met enceinte sa petite amie Shannon, la fille du fermier voisin, ce qui met un terme à l'amitié entre Wilfred et le père de Shannon. La jeune fille est envoyée dans une école catholique pour accoucher dans la discrétion mais Henry l'aide à s'en échapper et les deux jeunes gens prennent la fuite. Ils commettent plusieurs braquages pour subvenir à leurs besoins et sont recherchés par la police dans plusieurs États. Wilfred doit être amputé de la main après avoir été mordu par un rat. Une nuit, il voit Arlette sous forme de morte-vivante accompagnée d'une horde de rats, sa femme lui annonçant la mort prochaine d'Henry. Cette prédiction se réalise quand, après un braquage au Nevada ayant mal tourné, Shannon est mortellement blessée, Henry se suicidant juste après.
Wilfred, en grande difficulté financière après d'autres déconvenues, doit vendre sa ferme pour un prix dérisoire. Il déménage à Omaha mais ne peut garder très longtemps les emplois qu'il trouve car il est continuellement traqué par des rats. Il prévoit de se suicider et écrit sa confession dans une chambre d'hôtel, entouré des fantômes de sa femme et de son fils et par une multitude de rats. Un article de journal rapporte sa mort et indique qu'il s'est apparemment violemment mordu à plusieurs reprises. La fin de l'histoire n'indique pas clairement si les rats étaient bien réels ou s'ils étaient le fruit du délire de Wilfred.

## Accueil critique
Bill Sheehan, du Washington Post, évoque un « portrait sombre et implacable de la culpabilité et du châtiment qui a des accents des Rats dans les murs et du Cœur révélateur ». Neil Gaiman écrit dans The Guardian que c'est une histoire « parfois effrayante ou écœurante mais finalement déchirante où King exploite avec élégance la fine séparation qui existe entre l'obsession et la folie ». Pour Terrence Rafferty, du New York Times, King sort de ses sentiers habituels avec cette histoire à la « tonalité tragique » qui possède une « gravité lugubre » dont les trois autres histoires du recueil sont en grande partie dépourvues ainsi qu'un « sens de l'horreur particulièrement poussé ». Ian Berriman, de SFX, évoque un « portrait tragique de l'Amérique des années 1920 » qui réserve son lot de « chocs brutaux ». Écrivant pour Bifrost, Thomas Day estime que c'est « un coup de maître qui oscille entre Cormac McCarthy et Lovecraft ».
Tim Martin, du Daily Telegraph, estime que King en fait des tonnes avec ce récit « qui embrasse avec délectation les conventions du genre Grand-Guignol », aux dispositifs littéraires « démodés » et dont « l'intrigue est mince ».

## Distinctions
1922 a été nommé en 2011 pour le prix British Fantasy du meilleur roman court.

## Adaptation
1922 est adaptée au cinéma par Netflix, Zak Hilditch étant chargé du scénario et de la réalisation. Thomas Jane incarne Wilfred James et Molly Parker sa femme Arlette, le tournage se déroulant à l'automne 2016 pour une sortie en 2017.